# Miloš Navrátil (muzikolog)
Miloš Navrátil (vlastním jménem Miloslav, 2. dubna 1932 Milešovice – 21. února 2019 Blansko) byl český historik hudby a pedagog.

## Dílo
- NAVRÁTIL, Miloslav. Dějiny hudby : přehled evropských dějin hudby. Ostrava: Scholaforum, 1996. 282 s. ISBN 80-238-0440-5.
- NAVRÁTIL, Miloš. Béla Bartók : život a dílo. Ostrava: Montanex, 2004. 119 s. ISBN 80-7225-137-6. Kapitola Bartókova hudební tvorba, s. 97–100.